# 박종태 (1920년)
박종태(朴種泰, 1920년 2월 19일~2009년 7월 16일)는 대한민국의 정치인이다. 제6·7·13대 국회의원을 지냈다. 전라남도 광주군 출생이다.

## 학력
- 광주고등보통학교 졸업
- 도쿄제국대학 법학부 졸업

## 경력
- 1983년 민주청년연합회 지도위원
- 1984년 민주헌정연구회 지도위원
- 1986년 민주화추진협의회 부의장
- 평화민주당 광주·전남 대통령선거대책본부장
- 평화민주당 당무지도위원
- 광주직할시 서구을 지구당 위원장
- 제6대 국회의원
- 제7대 국회의원

## 역대 선거 결과
|  | 32.04% |

|  | 50.10% |

|  | 17.99% |

|  | 90.62% |